# Charles-Édouard Thirria
Charles Édouard Thirria, né le 24 février 1796 à Beauvais et décédé le 27 janvier 1868 à Vesoul, est un ingénieur des mines français.

## Biographie
Né à Beauvais, dans le nord de la France, en 1796, Charles Edouard Thirria est le fils de Charles Dominique Thirria, vice-président du tribunal civil de Beauvais, et de Amélie Reine Cécile Beaurin.
Charles-Édouard Thirria fut élève à l'École polytechnique (promotion 1815) et de l'école des Mines (promotion 1820). Spécialiste de la géologie, il fut membre de plusieurs sociétés savantes. Il est élu conseiller général pour le canton de Rioz en 1856. Il décède en 1868,. Après sa mort, il est inhumé dans le cimetière de Vesoul. Cependant, lors d'un recensement des sépultures en 1963, sa tombe ne fut pas retrouvée.

## Postérité

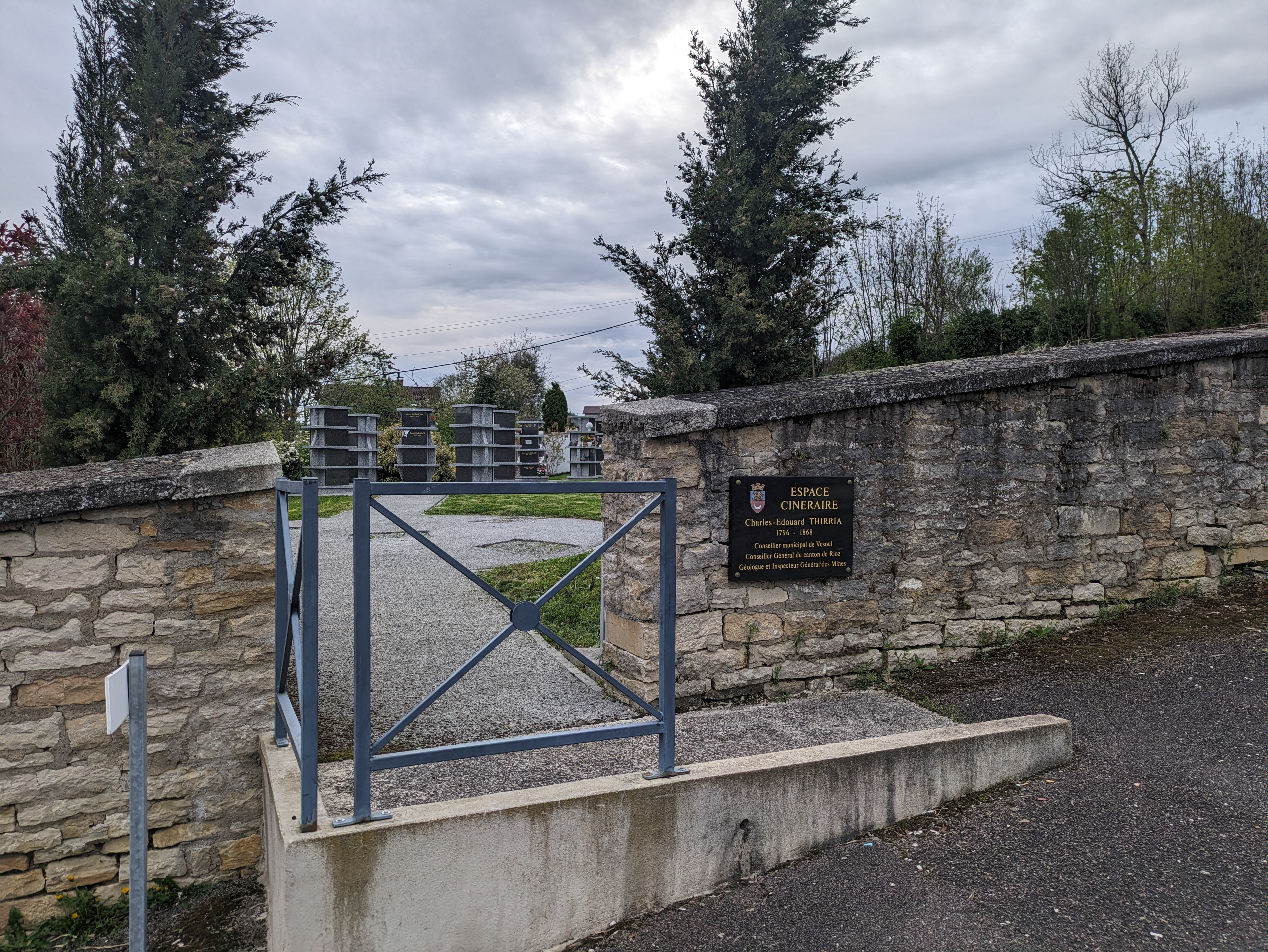
L'espace cinéraire Charles Edouard Thirria.

Le 24 octobre 2020, un espace aménagé pour la dispersion des cendres nommé « Espace cinéraire Charles-Edouard Thirria » est inauguré dans l'ancien cimetière de Vesoul.

## Mandats
- Académie des sciences, belles-lettres et arts de Besançon et de Franche-Comté : membre associé correspondant né hors de Franche-Comté (1834-1868)
- Société d'agriculture, lettres, sciences et arts de la Haute-Saône : président (1840-1841)
- Société d'émulation du Jura : membre correspondant (1853-1865)

## Ouvrages
- Notice sur la fabrication des briques suivant la méthode flamand (1825)
- Statistique minéralogique et géologique du département de la Haute-Saône (1833)
- Sur les gîtes de minerai de fer du terrain néocomien du département de la Haute-Marne
- Notice sur le terrain jurassique du Département de la Haute-Saône, et sur quelques-unes des grottes qu'il renferme (1860)
- Manuel à l'usage de l'habitant du département de la Haute-Saône (1869, édition posthume par son fils)